# Дворец Августов
Дворец Августов (Domus Augustana) — античный дворцовый комплекс на Палатине в Риме.
Построен при Домициане, в конце I в. н. э. В комплекс императорского дворца входили этот дворец, который использовался как личная резиденция императоров, и дворец Флавиев, в качестве официального здания.
Дворец Августов являлся двухэтажным зданием с большим двором и садом. Дворец, расположенный на южной оконечности холма, возвышался над Большим цирком, а другой стороной был обращён к форуму.